# Vittorio Tavernari
Vittorio Tavernari (Milano, 28 settembre 1919 – Varese, 29 ottobre 1987) è stato uno scultore e pittore italiano.

## Biografia
Vittorio Tavernari nacque a Milano il 28 settembre 1919, ultimo di quattro figli, dal pittore Giovanni Tavernari e da Ester Agnelli.
Studiò scultura a Milano dal 1935 al 1938 nella scuola di Francesco Wildt, figlio dello scultore Adolfo, dove iniziò a frequentare gli artisti Carmelo Cappello, Bruno Cassinari, Umberto Milani ed Ernesto Treccani. Durante il servizio militare (1939-1943) tra Como e Varese, intrattenne rapporti con i principali esponenti del razionalismo italiano, quali Cesare Cattaneo, Pietro Lingeri e Giuseppe Terragni. Nel 1942 prese parte a Como alla Mostra degli artisti alle armi presso il palazzo del Broletto e nel 1943 si stabilì a Canzo, dove ebbe modo di frequentare gli astrattisti comaschi (in particolare Mario Radice e Manlio Rho), Ennio Morlotti e il futuro scrittore Piero Chiara, di cui divenne amico.
Sposatosi con la violinista Piera Regazzoni nel 1944, da cui ebbe due figli, Giovanni e Carla, si stabilì a Varese, dove la propria abitazione divenne ben presto ritrovo di intellettuali, musicisti e artisti. Protagonista del dibattito artistico lombardo, soprattutto sulla questione del realismo, nel 1945 fu tra i fondatori della rivista d'arte «Numero», e l'anno successivo fu tra i firmatari del Manifesto del realismo, conosciuto comunemente come Oltre Guernica. Contemporaneamente iniziò la collaborazione con il giornale di stampo socialista «L'Ordine Nuovo», scrivendo articoli in materia di arte.
Nel 1948 tenne la sua prima mostra personale presso la galleria del Camino di Milano, cui seguì, nel 1951, la mostra sulle sue opere astratte alla galleria del Milione. Tra le sue opere astratte più significative, si ricordano i Totem, la Scultura per il sole (1948), la Scultura per l'isola d'Elba (1949) e il Nudo femminile sdraiato (1951). Ottenne inoltre la medaglia d'argento alla IX Triennale di Milano, grazie all'opera in gesso Grande forma antropomorfa; espose inoltre manufatti di design e mobilio in legno realizzati insieme all'architetto Ico Parisi.
Morì a Varese il 29 ottobre 1987.

## Archivio
Dopo la sua morte, per volontà della moglie Piera, venne fondato a Varese l'Archivio Vittorio Tavernari, poi gestito dalla figlia Carla, al fine di poter raccogliere e rendere disponibile per la consultazione la produzione dell'artista, oltre a lettere e scritti e tutta la bibliografia conosciuta. Il 27 aprile 2024 il MA*GA di Gallarate annuncia durante un evento l'acquisizione dell'intero archivio Tavernari, avvenuta con il finanziamento della Direzione Generale Creatività Contemporanea del Ministero della Cultura attraverso il bando PAC - Piano per l'Arte Contemporanea -  2023, vinto dal Museo MA*GA.